# Diatrypa plectilis
Diatrypa plectilis är en insektsart som beskrevs av Otte, D. och Perez-gelabert 2009. Diatrypa plectilis ingår i släktet Diatrypa och familjen syrsor. Inga underarter finns listade i Catalogue of Life.